# Якраз вчасно
Підхід «Саме вчасно», (англ. just-in-time, JIT) — політика постачання, що вимагає доставки матеріалів, товарів та послуг саме у той час, коли вони стають потрібні для роботи чи процесу. Використовується для зменшення товарно-матеріальних запасів, часу очікування й псування.
Підхід «Саме вчасно» — концепція менеджменту, яка прагне до вдосконалення систем бізнесу за рахунок зменшення в процесі виробництва простоїв, вартості зберігання продукції тощо. Для досягнення даних цілей бізнес-процеси розглядаються як такі, що залежать від візуальних сигналів або канбан, які повідомляють в різних точках цього процесу про необхідні обсяги виробництво.
«Саме вчасно» — поширена концепція логістики. Основна ідея концепції полягає в наступному: якщо виробничий розклад задано, то можна так організувати рух матеріальних потоків, що всі матеріали, компоненти та напівфабрикати будуть надходити в необхідній кількості, в потрібне місце і точно до призначеного терміну для виробництва, складання або реалізації готової продукції . При цьому страхові запаси, що заморожують грошові кошти фірми, не потрібні. Підхід «Саме вчасно» є також одним з основних принципів ощадливого виробництва.

## Історія
Система була впроваджена на заводах Toyota 1962 р. Засновником концепції вважають Таїті Оно.
Поширення системи «Саме вчасно» почалося в середині 70-х років ХХ сторіччя, коли японська компанія Toyota Motors, а потім й інші автомобільні компанії Японії, почали впроваджувати систему канбан. На початку XXI сторіччя система «Саме вчасно» застосовувалась у багатьох країнах світу.
Зокрема вона застосовується у General Motors, Renault, 3M та ін.

## Філософія
Філософія «Саме вчасно» є простою: запаси є втратою, видатком. «Саме вчасно» методологія виявляє приховані причини збереження та накопичення запасів та тому є непростим рішенням для впровадження в компанії. Компанія має слідувати набору нових методів та керувати наслідками змін. Ідеї цього способу роботи прийшли з багатьох різних дисциплін включаючи статистику, психологію, менеджмент та технічні науки. «Саме вчасно» філософія визначає як розглядати запаси та вплив на діяльність керівництва.
Запас розглядається як зростаючий видаток або втрата, а не як актив, на відміну від традиційної бухгалтерії. Це не значить, що «Саме вчасно» ігнорує той факт, що вилучення запасів веде до збільшення виробничих витрат. «Саме вчасно» закликає бізнес позбавлятись від запасів, які не компенсують виробничі витрати та постійно вдосконалювати процеси, використовуючи менші обсяги запасів. Також, наявність зайвого (або відсутність необхідного) ресурсу привчає керівництво до його збереження та накопичення. За традиційної системи керівництво може збільшувати ресурси для того, щоб приховати виробничі проблеми такі як: ймовірність пошкодження даних у дата-центрах (традиційний підхід — потрібне більше сховище даних), надійність машин (потрібно більше машин), недостатню компетенцію або гнучкість робітників (потрібно більше робітників) та ін.

### Ефекти впровадження у Toyota
Несподіваним ефектом від впровадження «Саме вчасно» стало зменшення часу відгуку заводу до одного дня. Це збільшило ступінь задоволення споживача через постачання автомобілів упродовж одного-двох днів з мінімальними затримками доставки.
Також, завод розпочав будівництво багатьох автомобілів на замовлення, що знизило ризик того, що товар не буде продано.
З того часу, як збирачі були позбавлені вибору запчастин для використання, кожна запчастина мала бути повністю придатною, брак виключався. Це викликало кризу у забезпеченні якості, що призвело до значного вдосконалення якості продукту. Toyota була змушена тестувати та тренувати постачальників деталей для забезпечення якості. У деяких випадках, компанія скоротила вибір постачальників до одного[джерело?].
Коли виникала проблема процесу або якості, увесь конвеєр робився повільнішим або навіть зупинявся. Відсутність деталей значила, що лінія не могла працювати, використовуючи накопичені запаси інвентарю, доки проблему не було усунено. Багато хто в Toyota вважав, що ініціативу буде скасовано через цю причину. У перший тиждень лінії зупинялись майже кожну годину. Та до кінця першого місяця було досягнуто показника у декілька зупинок на день. Через півроку зупинки ліній мали настільки незначний економічний ефект, що Toyota встановила «стоп-кран», на подобу стоп-кранів у залізничних вагонах, і кожен працівник мав можливість зупинити лінію через процесну проблему або проблему якості. Навіть з цим, кількість зупинок на лінії впала до декількох зупинок на тиждень[джерело?].
Результат було оприлюднено та він широко відтворювався, але не завжди з бажаним ефектом, оскільки багато компаній не впроваджували систему цілком[джерело?].
Філософія «Саме вчасно» була також застосована до інших галузей, зокрема, до розробки програмного забезпечення, телекомунікацій, фінансового сектора.